# Centro de los Héroes
El Centro de los Héroes (antiguamente Feria de la Paz y Confraternidad del Mundo Libre) es un sector de la ciudad de Santo Domingo, República Dominicana, sede de algunos Ministerios e instituciones públicas del país, así como de los Poderes Legislativo y Judicial.
El sector corresponde el tramo comprendido entre la calle Héroes de Luperón al oeste, la Av. Abraham Lincoln al este, la Av. Independencia al norte y la autopista 30 de Mayo al sur. Actualmente, algunos dominicanos le siguen llamando La Feria. Cuenta con su propia estación del Metro de Santo Domingo llamada Centro de los Héroes.

## Construcción
Su construcción fue una gran mejora con motivos para la celebración de los 25 años en el poder del Generalísimo Trujillo y poder mostrar al mundo los logros económicos alcanzados durante esos veinticinco años, y desviar la atención internacional de las violaciones de derechos humanos en el país. El arquitecto dominicano Guillermo González Sánchez fue el responsable del diseño. Marian Ogando fue nominada como presidenta de la comisión organizadora en julio de 1955 para la Feria de la Paz y Confraternidad del Mundo Libre. Una extensión de tierra del extremo oeste de la ciudad capital fue destinada para la feria. 
Su construcción se hizo en un tiempo récord de algo más de un año y sobre el costo real de la obra se ha especulado bastante. Los comentarios más generalizados señalan una inversión de 20 millones de pesos. Contó con la participación de cuarenta y dos naciones. Las edificaciones de la feria fueron completadas en un tiempo relativamente corto de solo seis meses, sin embargo, faltando poco para el 20 de diciembre un tercio de las estructuras de exhibición no estaba lista aún.

## Legado
Varios de los edificios fueron entregados para su uso como oficinas de gobierno. Económicamente, sin embargo, el resultado fue decepcionante ya que la asistencia estuvo por debajo de lo esperado y las inversiones no se materializaron. El costo de $ 30 millones fue un gasto considerable igual a un tercio del presupuesto anual. Crassweller juzgó la feria como "una desgracia costosa" ya que el país se encontraba en crisis y este evento no hizo más que empobrecer más al país abatido por la dictadura.

## Instituciones Gubernamentales

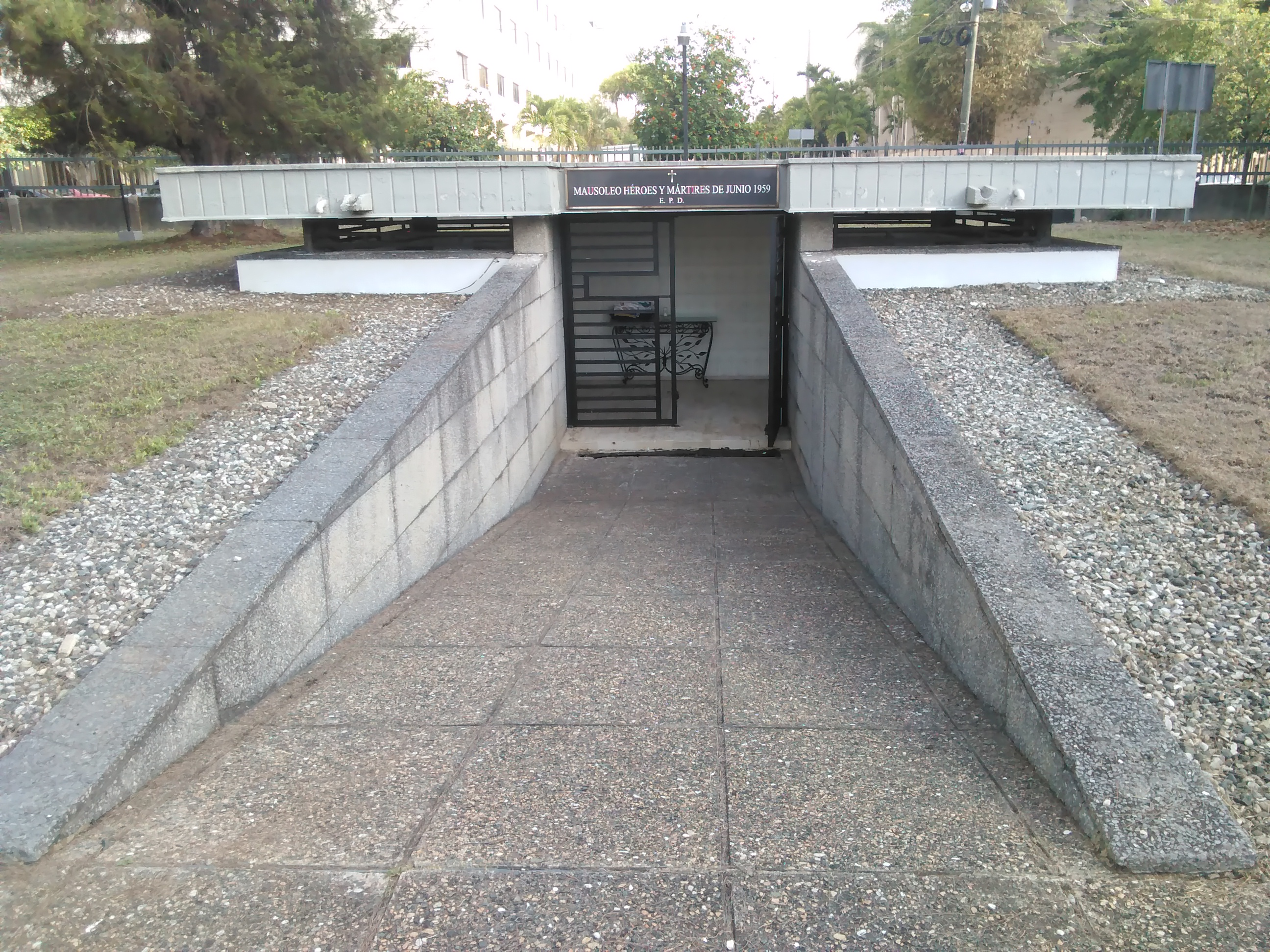
Mausoleo a los Héroes de Maimón, Constanza y Estero Hondo en el Centro de los Héroes.

- Ayuntamiento del Distrito Nacional
- Ministerio de Trabajo
- Ministerio de Agricultura
- Congreso Nacional
- Suprema Corte de Justicia
- Corte de Apelación del Distrito Nacional
- Procuraduría General de la República
- Consejo Estatal del Azúcar (CEA)
- Corporación Dominicana de Empresas Eléctricas Estatales (CDEEE)
- Centro de Legalizaciones de Actas
- Instituto Postal Dominicano (Inposdom)
- Dirección General de Migración y Pasaportes
- Lotería Nacional Dominicana
- Ministerio de Agricultura
- Instituto Cartográfico Militar (ICM)
- Hospital Infantil Doctor Rober Reid Cabral
- Instituto Nacional de Recursos Hidráulicos (INDRHI)
- Tribunal Superior Electoral

## Instituciones privadas
- Universidad Dominicana O&M
- Edificio Antena Latina Canal 7
- Liceo Francés de Santo Domingo
- Colegio Loyola
- Colegio Nuestra Señora de la Paz

## Monumentos
- Monumento Mausoleo a los Héroes de Maimón, Constanza y Estero Hondo
- Parque Centro de los Héroes
- Teatro Agua y Luz

## Galería

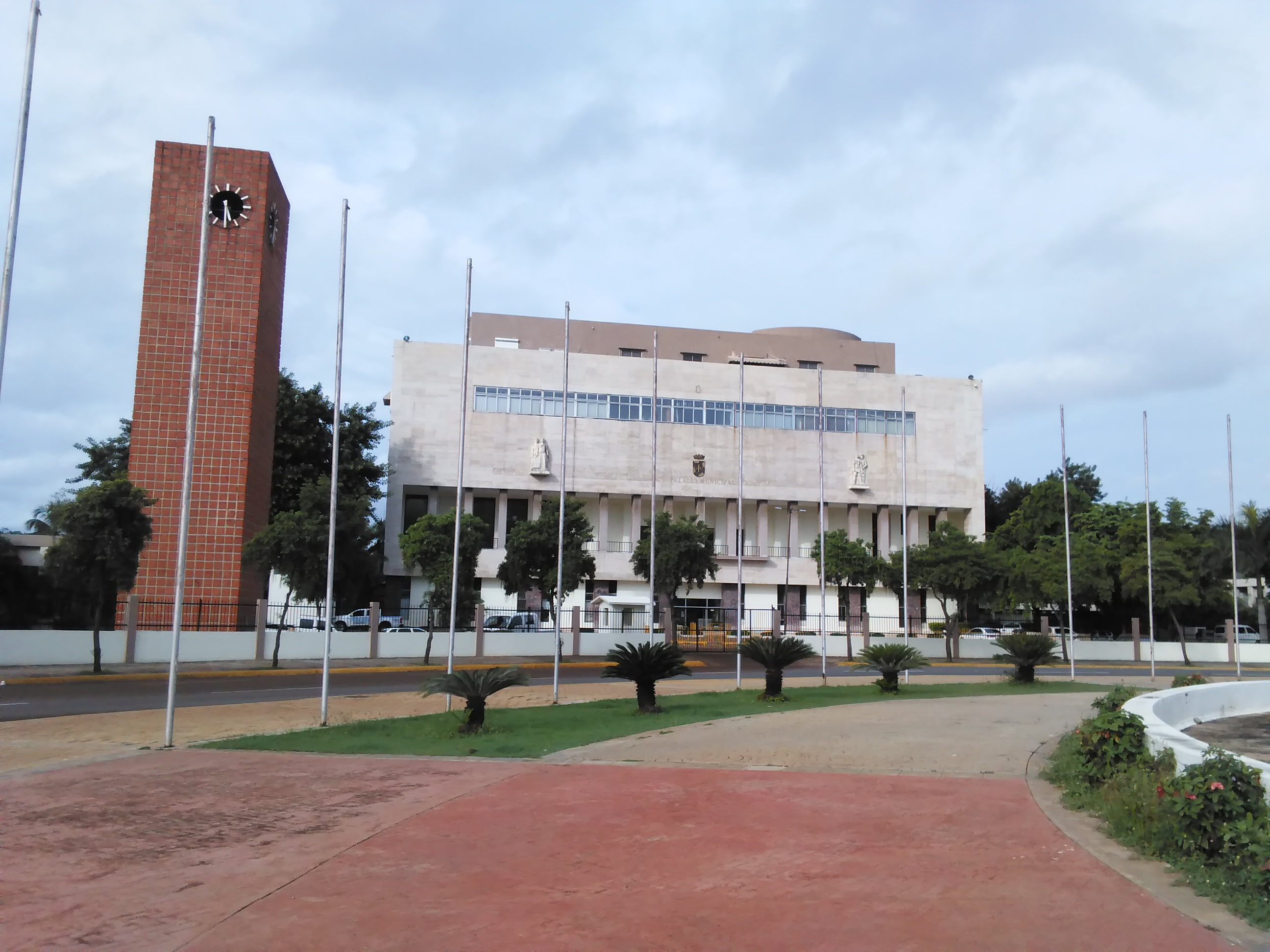
Ayuntamiento del Distrito Nacional
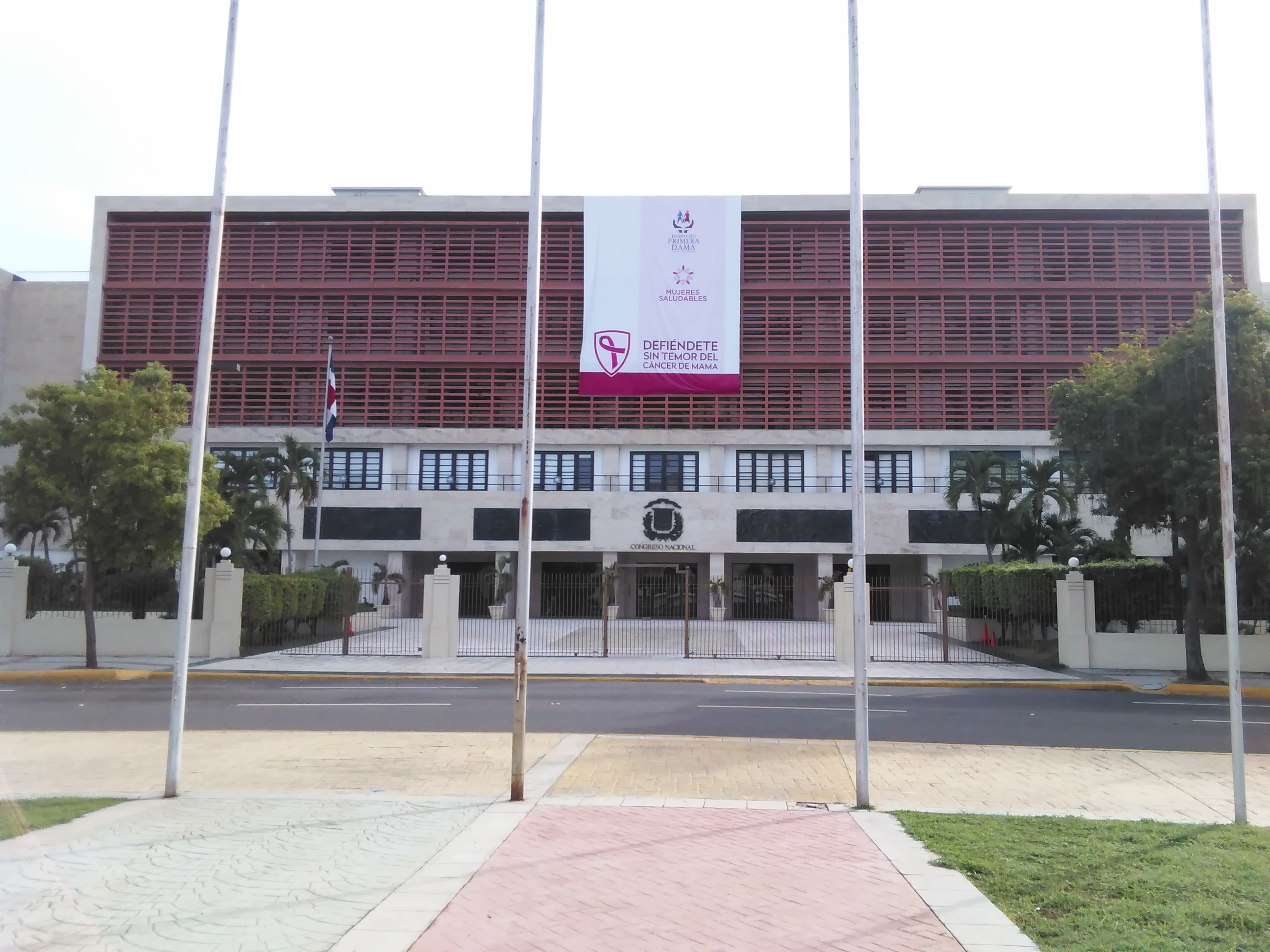
Congreso de la República Dominicana
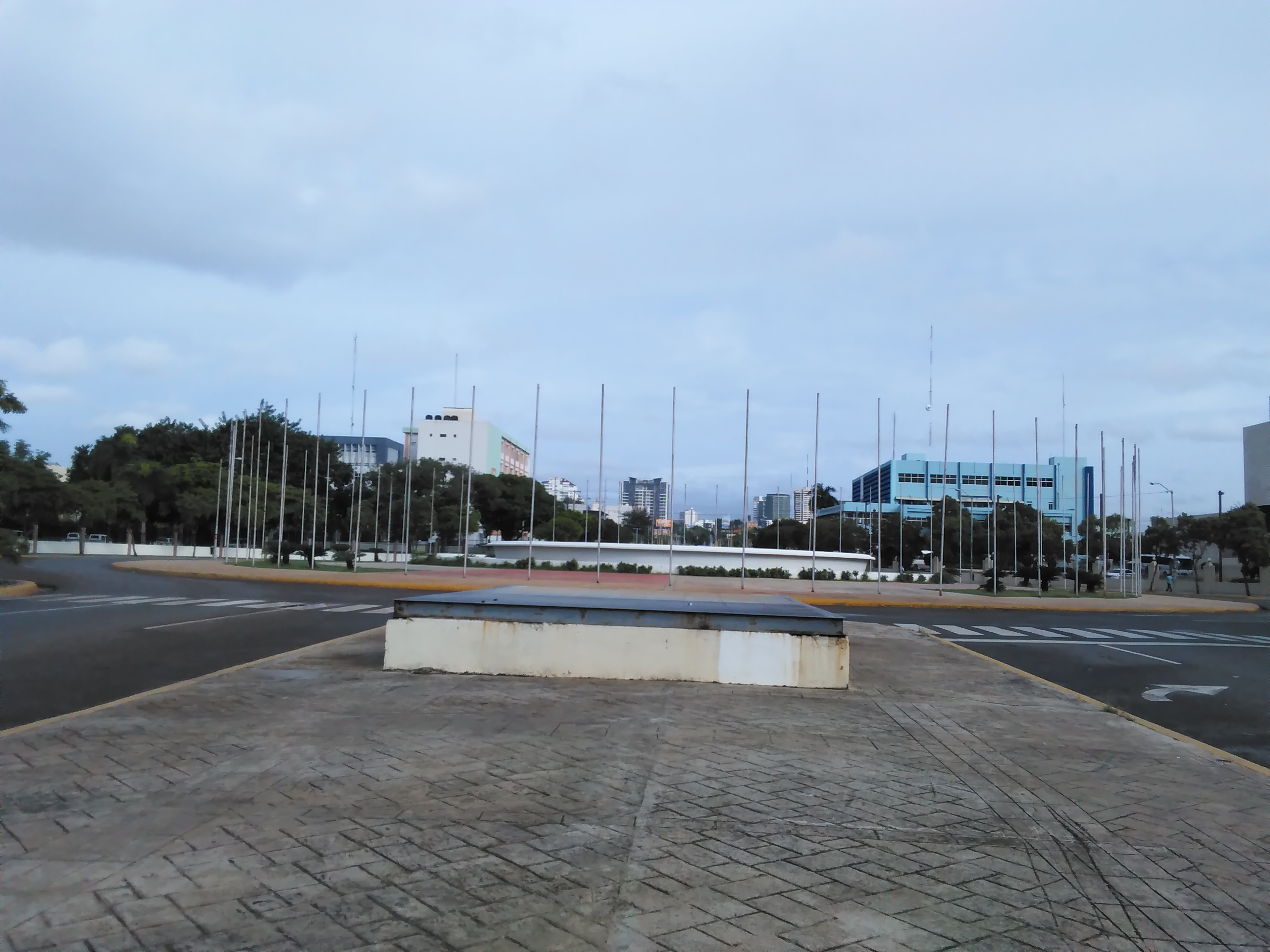
Fuente Central Centro de los Héroes
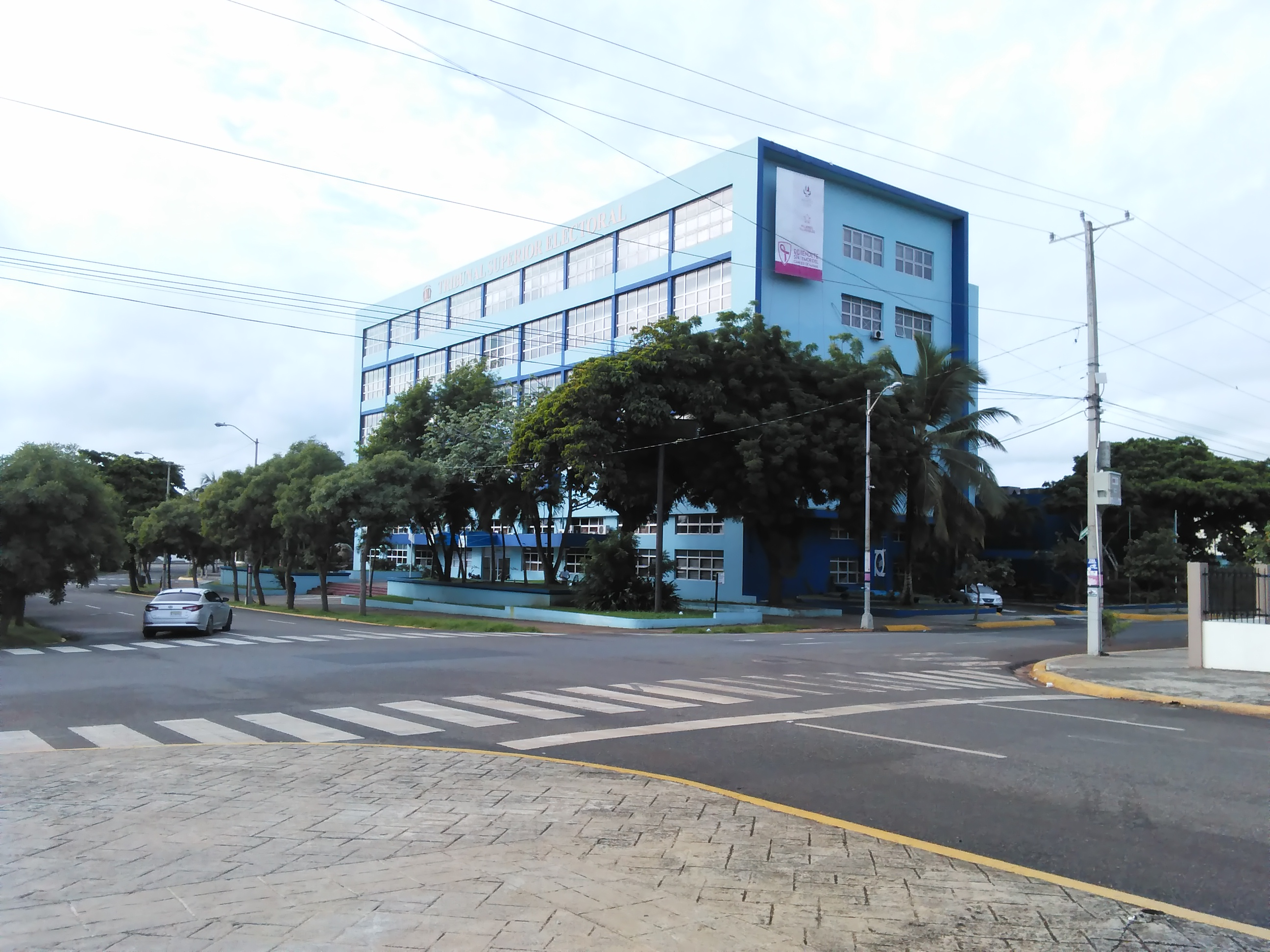
Tribunal Superior Electoral
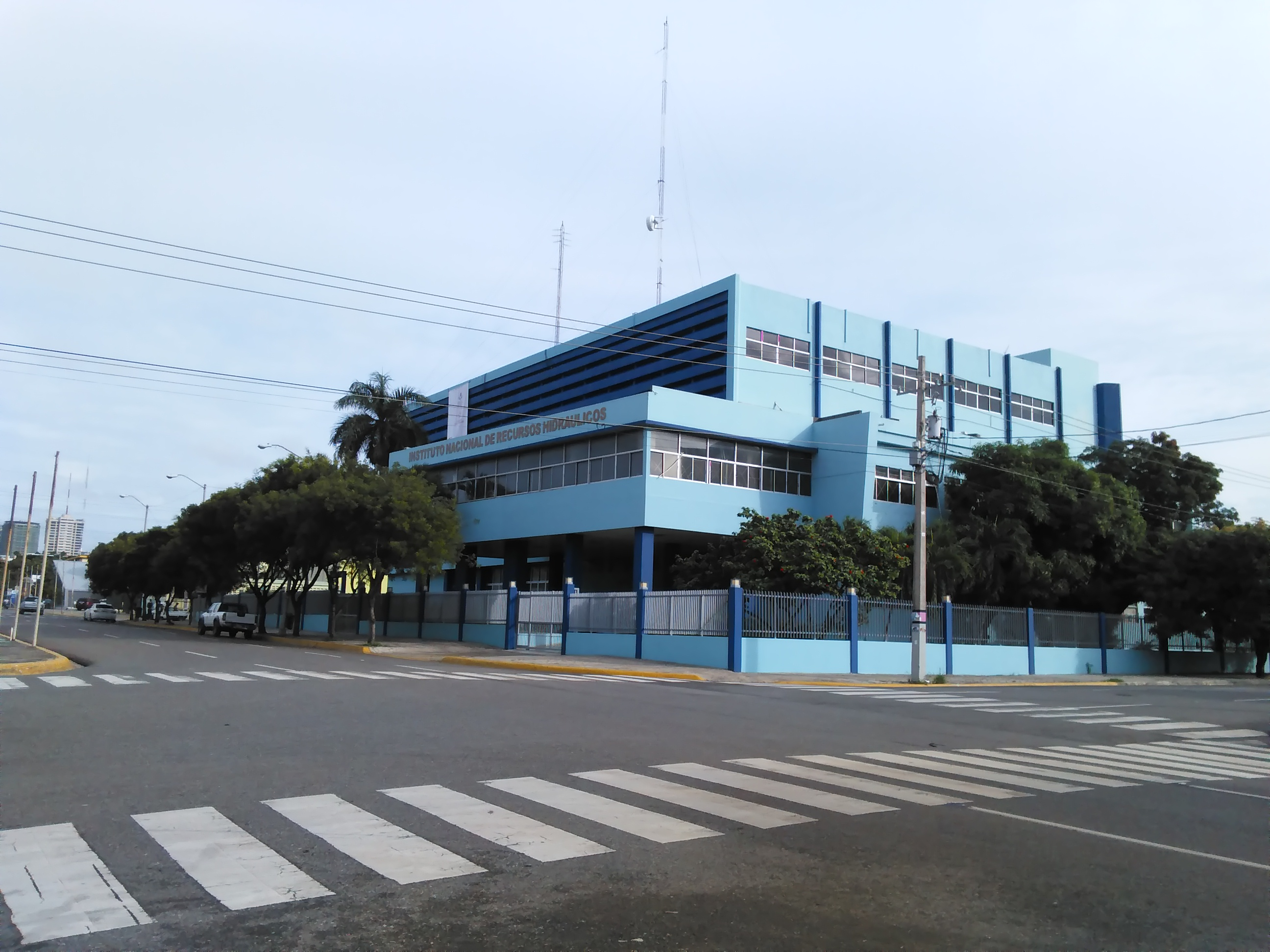
Instituto Nacional de Recursos Hidráulicos
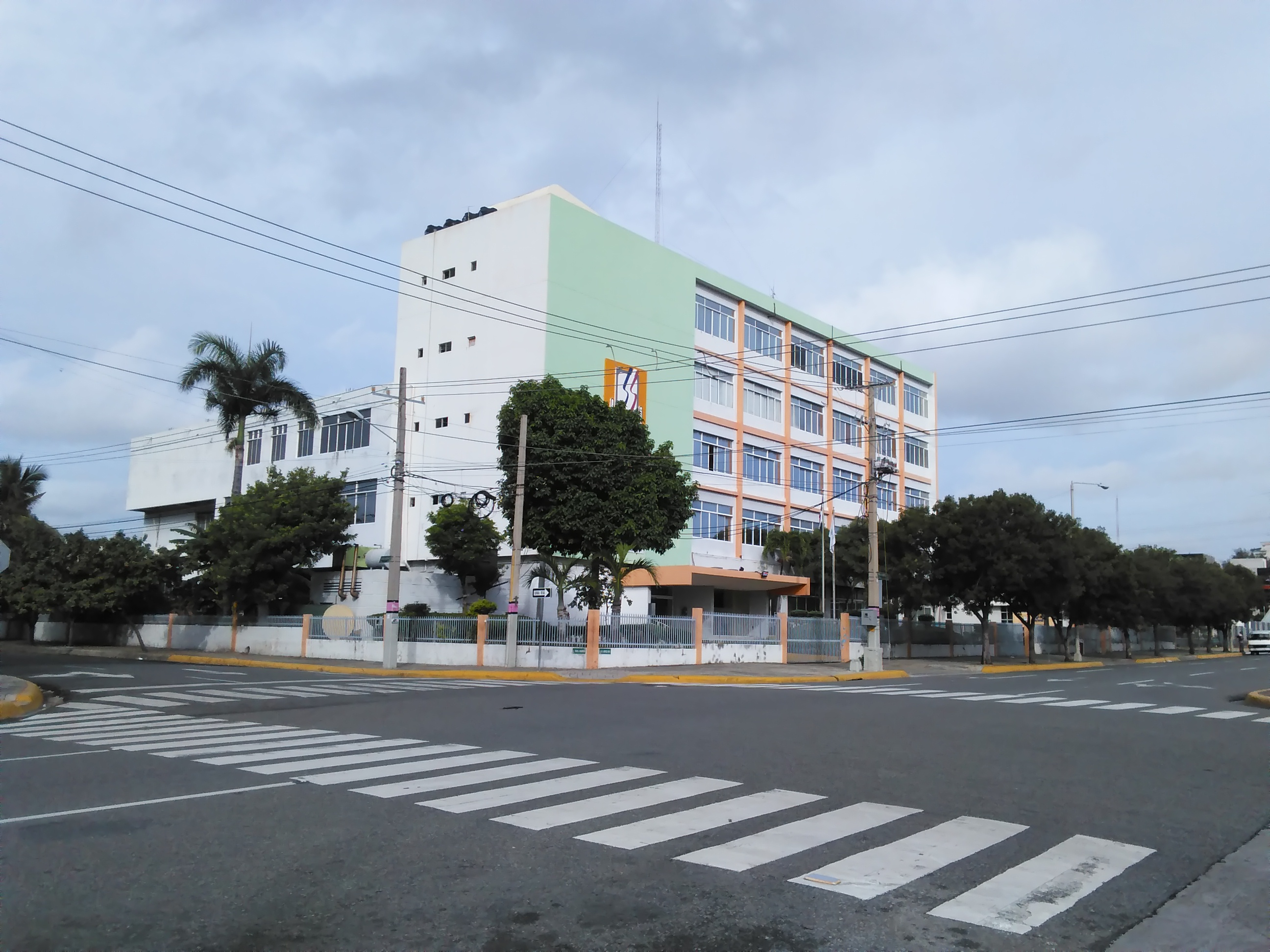
Ministerio de Trabajo
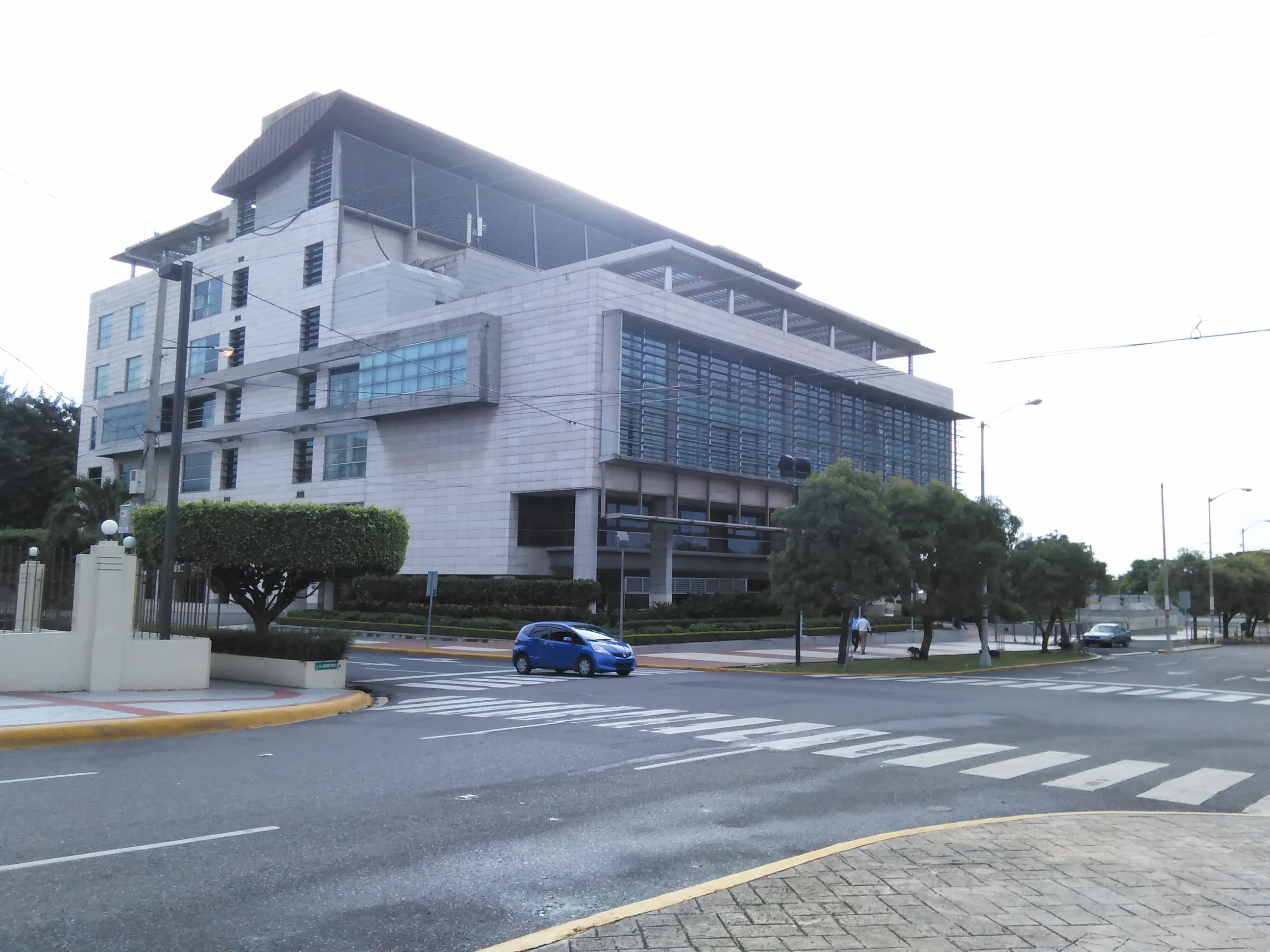
Procuraduría General de la República
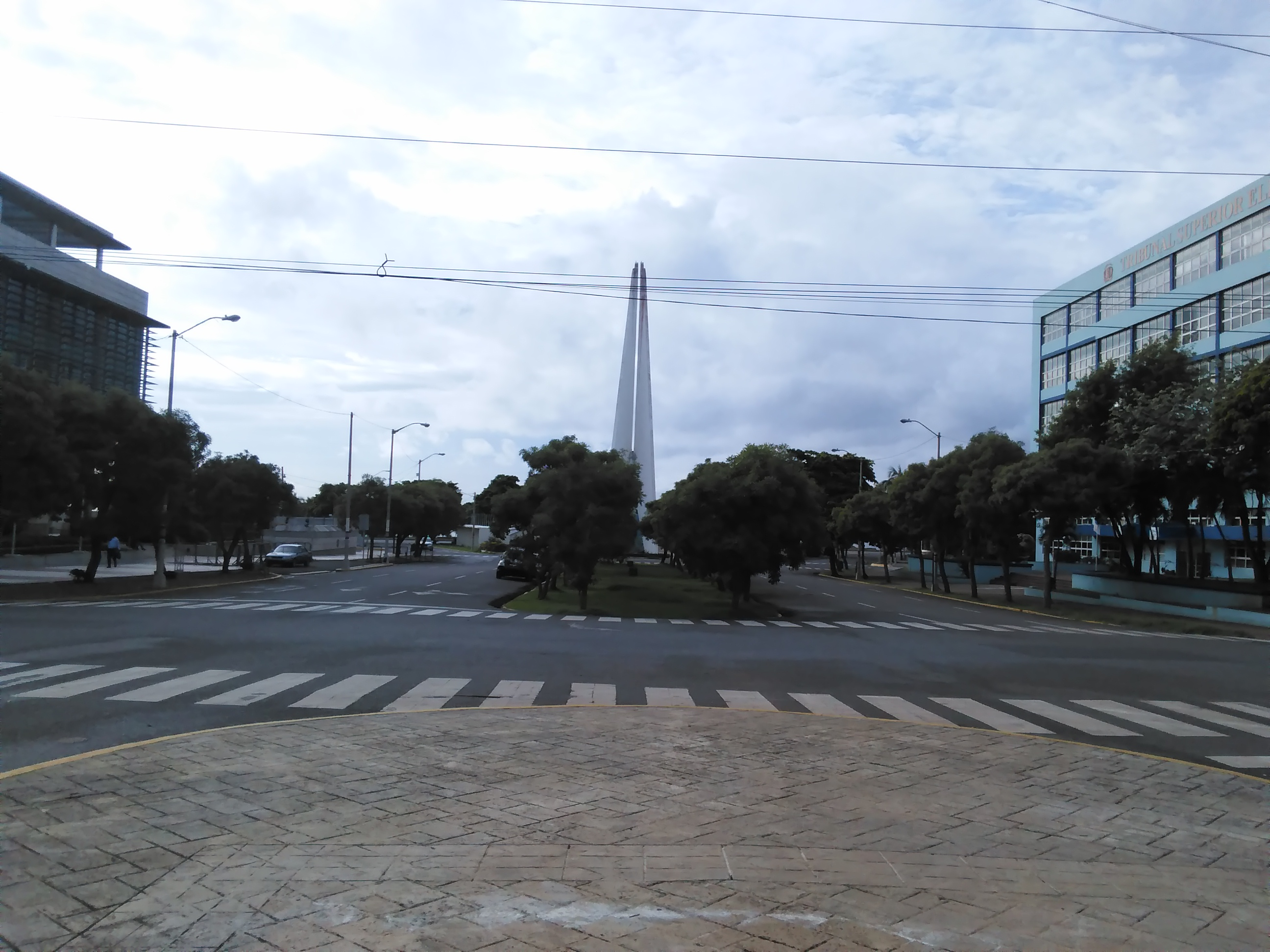
Vista Sur Centro de los Héroes